# Ewingi
Ewingi, Jezioro Zalewskie (niem. Ewing See) – jezioro morenowe w Polsce, położone w województwie warmińsko-mazurskim, w powiecie iławskim, w gminie Zalewo, w granicach administracyjnych miasta Zalewo.

## Charakterystyka
Jezioro Ewingi jest płytkie i zamulone, brzegi wokół niego są niskie, słabo rozwinięte, podmokłe i porośnięte trzcinami. Znajduje się ono w dorzeczu rzeki Iławki, w zlewni rzeki Drwęcy. Jego długość wynosi 3650 m, szerokość – 2450 m, zaś powierzchnia – 490 ha. Średnia głębokość to 2 m. Według Gustawa Leydinga jezioro miało niegdyś powierzchnię 525,32 ha.
Jezioro Ewingi łączy się z Jeziorakiem Kanałem Dobrzyckim wykopanym w latach 1331–1334, liczącym 2600 m (niem. Weisdorf Kanal). Połączenie jeziora Ewingi z Jeziorakiem umożliwia żeglugę i komunikację wodną z Kanałem Elbląskim.
Dzięki oddaniu do użytku przystani w Zalewie, jezioro Ewingi zostało połączone z międzynarodową drogą wodną E-70.

## Historia
Brzegi jeziora były zamieszkałe już od czasów pruskich. Świadczą o tym ślady położonych nad nim osad i znalezisk skarbów monet rzymskich i arabskich. W czasach krzyżackich jezioro stanowiło początek arterii wodnej poprzez Kanał Dobrzycki, Jeziorak, Iławkę i Drwęcę do Torunia. Po wybudowaniu Kanału Elbląskiego, w dawnym porcie w Zalewie cumowały barki towarowe i statki pasażerskie pływające do Iławy, Tardy, Elbląga, a nawet Gdańska.

## Ekomarina
W kwietniu 2013 roku w Zalewie, na północno-wschodnim brzegu jeziora, została oddana do użytku Ekomarina Zalewo – nowoczesna, ekologiczna przystań żeglarska, przystosowana do potrzeb osób niepełnosprawnych. W jej skład wchodzą: całoroczny pomost pływający dla 18 jachtów, budynek m.in. z salą wykładową, mała wieża obserwacyjna, altana, budynek gospodarczy stacji podciśnieniowej do odbioru ścieków z jachtów, wiata na odpady, punkt awaryjnej naprawy jednostek i slip. Średnia głębokość przy pomoście wynosi 1,2 m.

## Rewitalizacja
Do wód jeziora pobliska garbarnia i chlewnia zrzucały nieoczyszczone ścieki i gnojowicę co spowodowało eutrofizację zbiornika. W latach dziewięćdziesiątych oba zakłady zamknięto. Na dnie jeziora zalega warstwa mułu. Pozostałości po chemicznym garbowaniu skór były oczyszczone niemal całkowicie po modernizacji wewnątrzzakładowej oczyszczalni. W 2014 roku w basenie portowym jeziora została przeprowadzona aplikacja mikrobiologicznego preparatu do bioremediacji zbiorników wodnych, który uruchamia mechanizm biologicznego samooczyszczania się wody (bioutylizacji). Ogromne znaczenie dla ochrony środowiska i linii brzegowej jeziora miała budowa kanalizacji sanitarnej wraz z budową lokalnej oczyszczalni ścieków, szczególnie biorąc pod uwagę niski stopień skanalizowania gmin w warmińsko-mazurskim, co powoduje degradację wód jezior. W latach 2020–2022 Wody Polskie przeprowadziły remont Kanału Dobrzyckiego wraz z odmulaniem jeziora Ewingi na trasie do Ekomariny Zalewo. Jezioro stopniowo ożywa. Rybostan jest na zadowalającym poziomie, obecnie występują w nim następujące gatunki ryb: węgorz, lin, okoń, płoć, sandacz, karaś, karp, miętus, sum, a najliczniej leszcz i szczupak. Co roku podczas Dni Zalewa organizowane są zawody wędkarskie. Roślinność wynurzona jest rozwinięta, trzcina pospolita i sitowie zajmuje około 15% powierzchni jeziora. Roślinność zanurzona zdominowana jest przez osokę aloesowatą. Następuje stopniowo proces naturalnej rewitalizacji.